# Drie kraaiende hanen
"De drie kraaiende hanen" was in de Belgische geschiedenis van de twintigste eeuw tweemaal een aanduiding voor een groep van drie woordvoerders van de Vlaamse Beweging. Het ging hierbij telkens om een vertegenwoordiger van de katholieke, socialistische en liberale partij die hun levensbeschouwelijke verschillen opzij zetten om zich samen op de Vlaamse strijd te kunnen focussen.

Camille Huysmans in 1927, portret door Isidoor Opsomer, Felixarchief Antwerpen

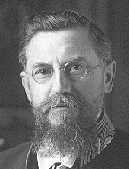
Frans Van Cauwelaert

## Voor de vernederlandsing van de Rijksuniversiteit Gent
De benaming werd voor het eerst gebruikt door de socialist Camille Huysmans voor hemzelf, de katholiek Frans Van Cauwelaert en de liberaal Louis Franck: op een bijeenkomst in Antwerpen op 18 december 1910 verkondigde hij: "Het is onze plicht van hieruit naar andere steden te gaan. Wij zullen de drie kraaiende hanen zijn die het volk zullen wakker maken".
Er werd toen al tientallen jaren geijverd voor de vernederlandsing van de Universiteit Gent. Het was Edward Coremans, de Antwerpse volksvertegenwoordiger van de Meetingpartij, die op 3 februari 1869 in volle Kamer als eerste uitriep: 'Wij eisen een Vlaamse hogeschool!". Op 20 januari 1892 vroeg hij aan de Regering-Beernaert (1884-1894) om de taalkundige omvorming van de Gentse universiteit te onderzoeken, wat enkel met een vage belofte werd beantwoord.

Na meerdere andere verwoordingen van deze wens werd op 11 mei 1905 bij minister Jules de Trooz, van de Regering-De Smet de Naeyer II (1899-1907), een wetsvoorstel ingediend om vanaf het academiejaar 1906-07 er de lessen in het Nederlands te geven, afgezien van docenten die zouden verzoeken het in het Frans te doen. Dit voorstel werd ingediend door priester Daens en zijn broer Pieter (beiden van de Christene Volkspartij), de liberalen Jean Persoons en Jacques Verheyen en de socialist Prosper Van Langendonck. Veel vertrouwen in succes hadden ze niet, pas een half jaar later verstrekten ze hun Memorie van toelichting en het liep inderdaad op niets uit.

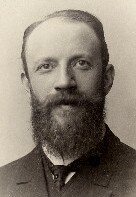
Louis Franck

De Drie kraaiende hanen verzamelden vanaf 1910 in een petitie 100.000 handtekeningen en de steunbetuiging van 500 gemeentebesturen. Saillant is dat in datzelfde jaar nog geen acht procent van de Gentse inwoners zichzelf als Franstalig beschouwde.
Op 24 maart 1911 werd door Franck en van Cauwelaert en vier andere, uit drie partijen afkomstige, volksvertegenwoordigers een wetsvoorstel ingediend dat grotendeels overeenkwam met de wensen van de Tweede hogeschoolcommissie: trapsgewijjze vernederlandsing van de Gentse universiteit vanaf 1916-17, en oprichting van een Vlaamse mijnbouwschool, een land- en tuinbouwschool en een Vlaamse veeartsenijschool. 
Er kwam enkele weken later al een tegenvoorstel van Arthur Verhaegen, ondersteund door onder anderen Charles Woeste, met als hoofdlijn tweetaligheid in het onderwijs (en zonder extra opleidingen). Beide wetsvoorstellen vervielen door de kamerontbinding van november 1911. De voorzitter van de Société de Médecine van Gent, Hector Leboucq, noemde in juli 1912 de voorstanders van de vernederlandsing spottend "les intellectuels de Zoetenaaie et de Lootenhulle". Hippoliet Meert drukte in het maandblad De Vlaamsche Hoogeschool (1911-1914) telkens een lijst af van de voorstanders van het voorstel Franck en vormde die uitspraak om tot geuzennaam door voortaan als eersten op die lijst te zetten: "Les intellectuels de Lootenhulle".
Op 12 november 1912 dienden Franck c.s. hun voorstel opnieuw in en de ontvangst zag er nu gunstiger uit. Maar het voorstel kwam niet op de dagorde van de Kamer vóór de Duitse inval op 4 augustus 1914. 
Door de vervolging na het Activisme duurde de strijd om de vernederlandsing uiteindelijk nog tot 1930 voor de Gentse universiteit definitief eentalig Nederlands werd.
Eind 1919 diende Van Cauwelaert het voorstel Franck opnieuw in; dit werd uiteindelijk drie jaar later wel door de Kamer aanvaard (89 stemmen voor, 85 tegen, 7 onthoudingen) maar op 20 maart 1923 door de Senaat verworpen (76 tegen, 58 voor, 6 onthoudingen). Op 4 juli 1923 diende minister Nolf bij de senaat een wetsvoorstel in dat veel overeenkomsten met het voorstel Franck vertoonde. De belangrijkste punten waren dat de universiteit administratief Nederlandstalig zou worden en opgesplitst in twee afdelingen: in de ene zou 2/3 van de cursussen in het Vlaams zijn en 1/3 in het Frans, in de andere net andersom; daarbij waren de studenten vrij in hun keuze, behalve wat betreft het praktisch klinisch onderricht van medische studenten dat uitsluitend Nederlandstalig moest gebeuren. Het voorstel werd door de Senaat en vervolgens door de Kamer aangenomen, maar niemand was er tevreden over en de Vlaamse studenten noemden de universiteit spottend de "Nolfbarak". Franstaligen richtten als tegenhanger meteen een "École des Hautes Études de Gand" op.
De eerste rector, Jan Frans Heymans, kwam tijdens zijn rectoraat tot de overtuiging dat het hogeschoolprobleem enkel opgelost kon worden door de volledige vervlaamsing van de Gentse universiteit. Toen de ter dood veroordeelde activist August Borms bij de tussentijdse Antwerpse verkiezingen van 9 december 1928 het verbazende aantal van 83.000 stemmen kreeg - en de Vlaams-Nationalisten bij de parlementsverkiezingen van 26 mei 1929 vijf zetels wonnen - ging de politieke wil verschuiven. Op 5 maart 1930 werd, na een kortstondige regeringskrisis erover, het door premier Jaspar ingediende voorstel tot vervlaamsing met grote meerderheid van stemmen aangenomen: in de Kamer 127 voor, 24 tegen, 7 onthoudingen; in de Senaat 111 voor, 14 tegen en 17 onthoudingen.
Uiteraard bleef de invoering van de vervolgens op 5 april door de koning bekrachtigde wet nog lang op tegenstand stuiten en op 15 oktober was een ministerieel besluit nodig om de hoogleraren te verbieden nog langer aan de "École des Hautes Études de Gand" te doceren. Op 17 december werd professor Hulin de Loo door de studenten hardhandig naar buiten gewerkt toen hij in het Frans zijn lessen aanving.
De volledige vernederlandsing van Gent leidde er ook toe dat in Leuven al drie jaar later alle kandidaturen in het Nederlands gevolgd konden worden en in 1934 begon ook de Brusselse universiteit aan tweetalig onderwijs.

## Tegen de verfransing van Brussel
Nadat de tweede schoolstrijd ten einde was en de verzuiling begon af te brokkelen, ontstond opnieuw een groep politici die zich over de partijgrenzen heen sterk maakten voor de Vlaamse zaak, en met name de positie van het Nederlands in Brussel. Deze "nieuwe drie kraaiende hanen" waren de socialist Lode Craeybeckx, de liberaal Frans Grootjans en de christendemocraat Paul Willem Segers. Zij streden voor de afschaffing van de talentellingen en tegen de verfransing van Brussel.